# Sinningia leucotricha
Sinningia leucotricha är en tvåhjärtbladig växtart som först beskrevs av Frederico Carlos Hoehne, och fick sitt nu gällande namn av Harold Emery Moore. Sinningia leucotricha ingår i släktet Sinningia och familjen Gesneriaceae. Inga underarter finns listade i Catalogue of Life.

## Bildgalleri

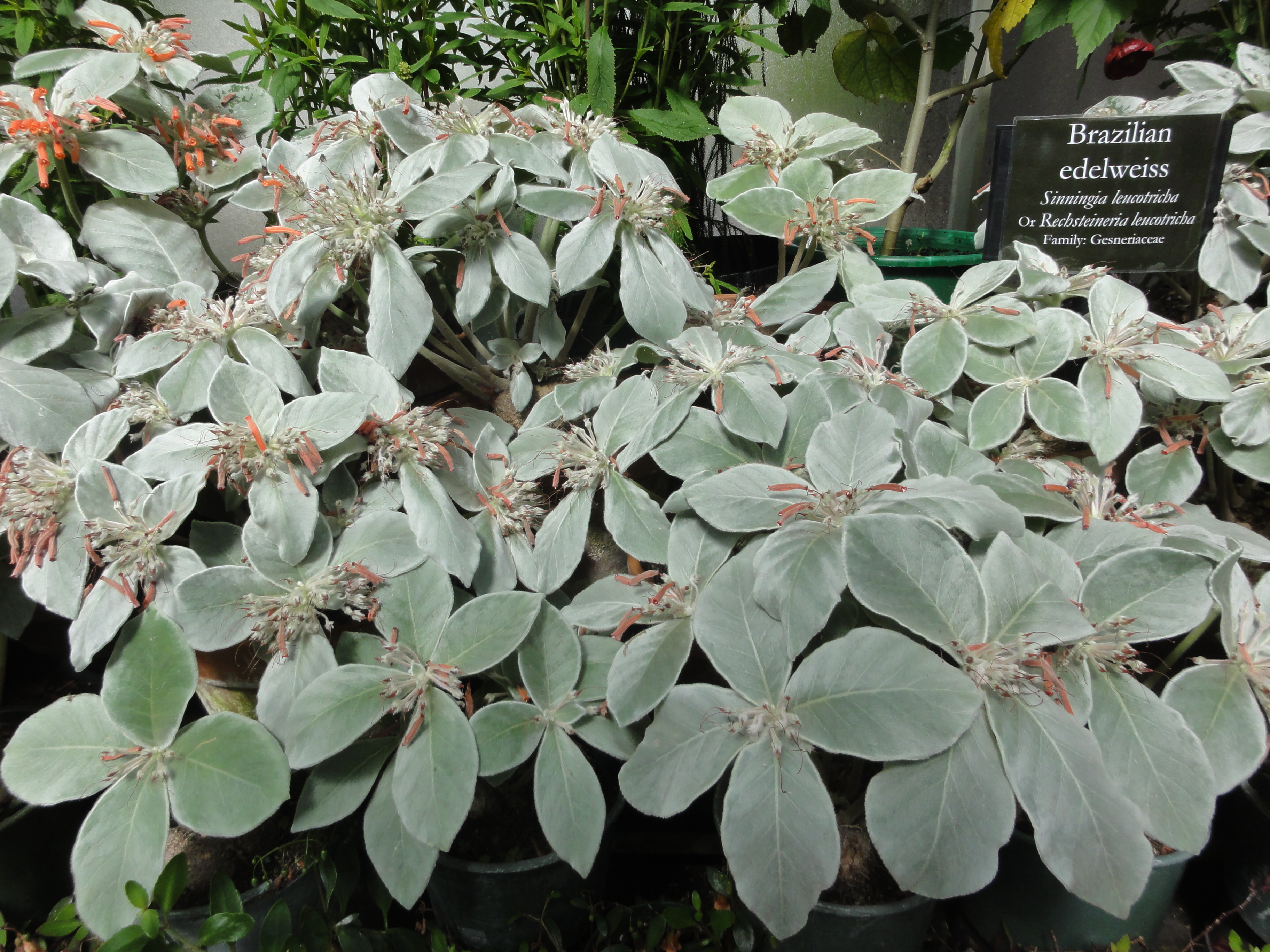
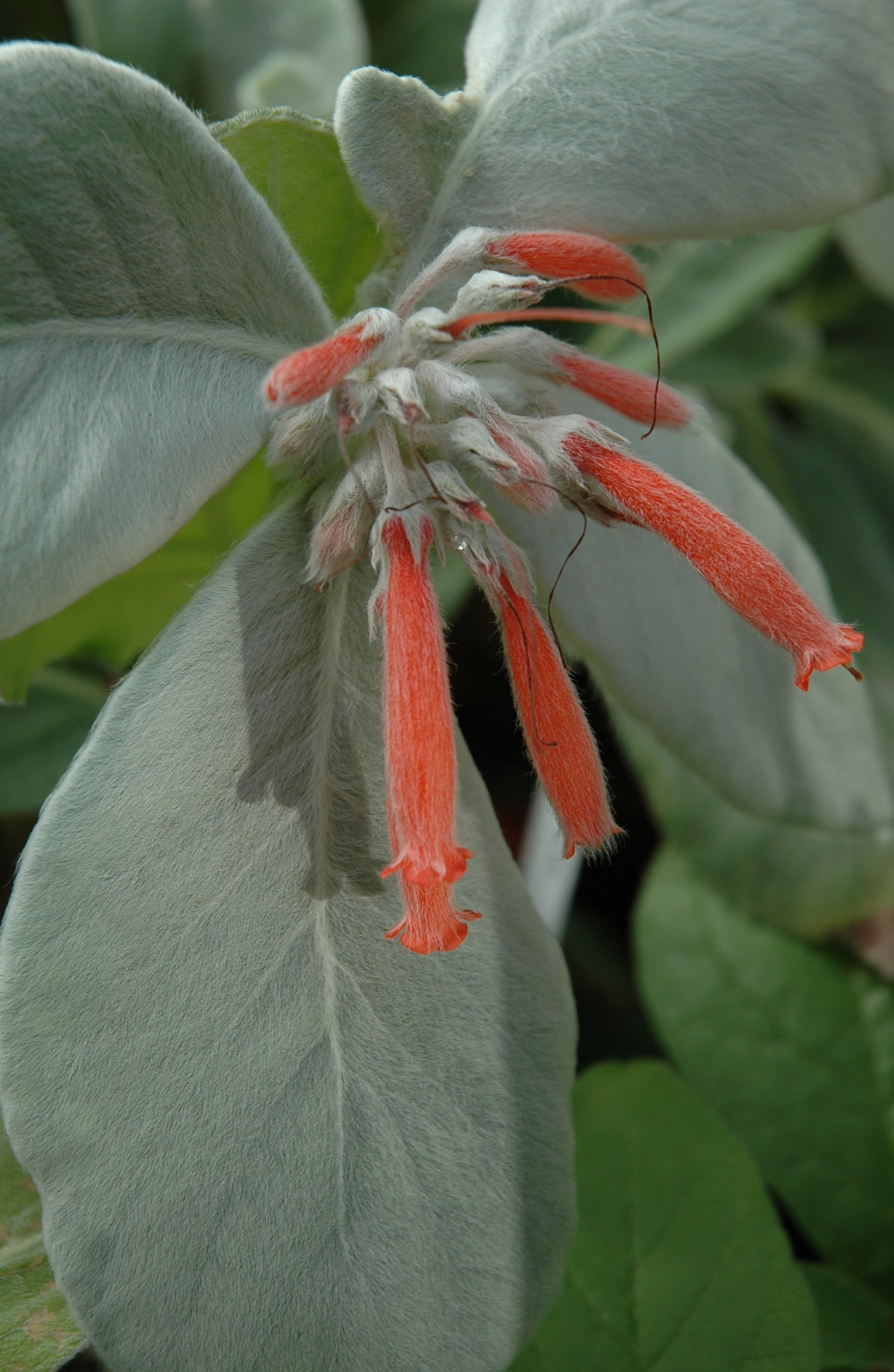
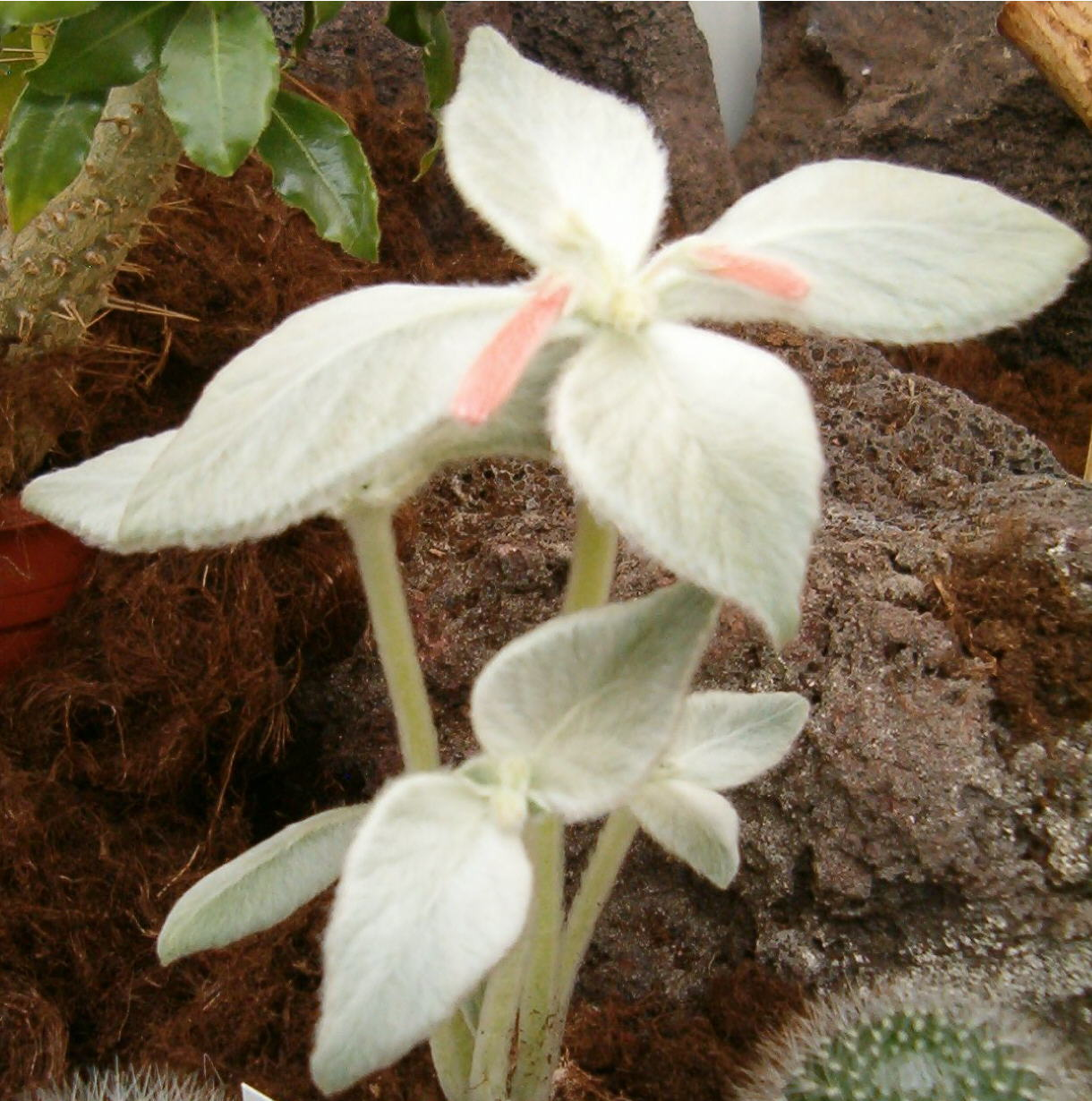
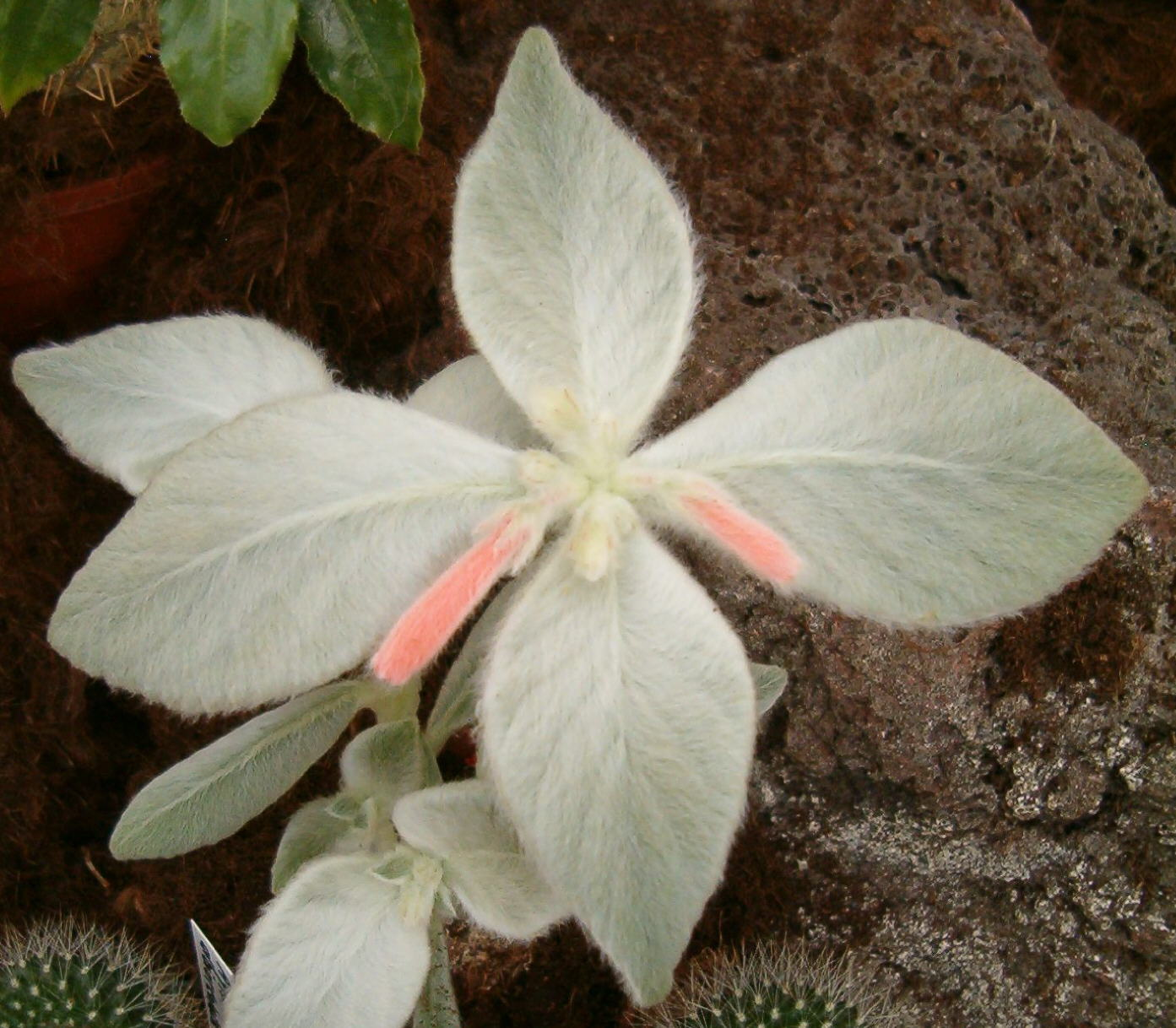